# Pindus
Pindus (også Pindos eller Pindhos  ) (græsk: Πίνδος ; albansk: Pindet; aromunsk: Pindu) er en bjergkæde beliggende i det nordlige Grækenland og det sydlige Albanien. Den er cirka 160 km lang, med en maksimal højde på 2.637 moh. (Smolikas). Fordi den løber langs grænsen mellem Thessalien og Epirus, er Pindus-området kendt som den græske rygsøjle. Bjergkæden strækker sig fra nær den græsk-albanske grænse i det nordlige Epirus og går ind i regionerne Epirus og den græske region Makedonien i det nordlige Grækenland ned til den nordlige del af Peloponnes. Geologisk er det en udvidelse af de dinariske alper, som dominerer den vestlige region på Balkanhalvøen.

## Store bjerge
De mest bemærkelsesværdige bjerge i området er Grammos, Smolikas, Vasilitsa, Tymfi (Gamila), Lakmos (Peristeri), Athamanika- (Tzoumerka-)bjergene og Agrafabjergene. Nogle bjerge i det sydlige Grækenland betragtes også som en del af det udvidede Pindus-område. Dens højeste top er Smolikas, der har en højde på 2.637 meter over havet.

## Befolkning
Der er mange landsbyer i Pindus, hvoraf den ene er Samarina, som er en af de højest beliggende i Grækenland. Området havde en traditionel pastoral økonomi, hvor får blev rejst af hyrder, der var etnisk Sarakatsani og arumanske. Mange af landsbyerne som Perivoli og Smixi inkluderer samfund af aromanere (Vlachs), oprindeligt hyrder og landmænd. I de sidste årtier udviklede en række landsbyer, såsom Metsovo, sig til turiststeder med skifaciliteter.

## Transport
Egnatia Odos-motorvejen går gennem den græske del af området, og forbinder den med resten af Grækenland.

## Natur og dyreliv
Pindus-regionen dækker en bred vifte af højder og levesteder, fra dybe kløfter til stejle bjerge.
Udover områdets imponerende bjergrige terræn er der to store kløfter i området: Vikos-kløften og Aoos-kløften . Sammen med bjergdalen Valia Kalda er de blevet erklæret beskyttede regioner og udgør den nordlige Pindus Nationalpark.  Desuden er mange bjergbebyggelser med lang historie og unik arkitektur placeret i hele området.
Den brede spændvidde i højden resulterer i to store skovzoner:
- En nåletræszone, hvor træer såsom en underart af sortfyr og den endemiske græske ædelgran, karakteriserer højderne, hvor enebærskov dominerer nær trægrænsen.
- En blandet skovzone dominerer dalene og kløfterne i de midterste og nedre højder.

Store ynglekolonier af hejrer, skestorke, silkehejrer og pelikaner fisker vandet i bjergsøerne i Pindus. Dette er et af de få områder i Europa, hvor den sjældne krøltoppet pelikan kan findes.  Ulve, sjakaler og bjørne findes i skovene.

### Økologi
Skovene i regionen har været udsat for mange trusler i løbet af menneskehedens historie, herunder overgræsning, landbrug og skovrydning . De største trusler kommer nu fra udviklingen af bjergturisme og skisportssteder. På grund af jordens ustabilitet på stejle bjerge har vejbygning og rydning ført til farlige jordskred og kollaps af bjergskråninger. Minedrift efter bauxit og udbredt indsamling af planter truer også den store biodiversitet i området.

## Nationalparker
I den græske del af Pindus-bjergene er der to nationalparker.

### Vikos-Aoos Nationalpark
Vikos-Aoos Nationalpark ligger syd for byen Konitsa, i den vestlige del af Zagori-regionen. Det inkluderer Tymfi- bjerget, Vikos-kløften og Aoos-kløften. Det blev oprettet i 1973.

### Pindus Nationalpark
Pindus Nationalpark (også kendt som Valia Kalda) ligger i et afsides område i den nordøstlige del af Pindus-bjergene, nord for byen Metsovo og syd for Perivoli. Parken på omkring 7.000 hektar blev etableret i 1966. Der er skove af sortfyr og bøg, og i de højere dele er slangebarkfyr (Pinus leucodermis). Parken er et tilflugtssted for bjørne, vildkatte og los.